# Fényáram
A {\displaystyle \Phi _{e}} sugárzott teljesítményből, a sugárzásnak a CIE szabványos fénymérő észlelőre gyakorolt hatása alapján származtatott mennyiség, annak fotometriai megfelelője.
Jele: {\displaystyle \Phi _{v}}
{\displaystyle \Phi _{v}=K_{m}\cdot \int {\frac {d\Phi _{e}(\lambda )}{d\lambda }}\cdot V(\lambda ){d}\lambda }
{\displaystyle V(\lambda )} a fotopos látásra vonatkozó láthatósági tényező.
{\displaystyle {\frac {d\Phi _{e}(\lambda )}{d\lambda }}} a sugárzott teljesítmény spektrális eloszlása.
{\displaystyle K_{m}} a fotopos látásra 683 lm/W. A maximális spektrális fényhasznosítás itt megjelölt adatát pontos értékként kívánja megjelölni az Általános Súly- és Mértékügyi Konferencia 24. értekezlete 2011 októberében
A fényáram egysége: lumen (lm).

## Fényforrások fényhasznosítása
Az eltérő elven működő fényforrások fényhasznosítása eltérő. Ezt azt jelenti, hogy azonos fogyasztású fényforrásoknak eltérő a fényárama:
- hagyományos izzó: 13 lm/W
- halogén izzó : 18 lm/W
- energiatakarékos izzó: 50 lm/W
- kompakt fénycső: 60 lm/W
- LED: 35–200 lm/W